# John Milton Thayer
John Milton Thayer (Bellingham, 1820. január 24. – Lincoln, 1906. március 19.) az Amerikai Egyesült Államok szenátora (Nebraska, 1867–1871).